# Mezquita Al Malek
La mezquita Al Malek es una mezquita tunecina situada en la medina de Cairuán.
La mezquita, que data del siglo XVIII, ocupa la planta principal de un edificio, que tiene dos pisos, situado en la esquina de la calle Ali Belhouane. El acceso a la sala de oración se realiza a través de unas estrechas escaleras en el lado del edificio, cuya planta baja está ocupada por unas pocas tiendas.
La arquitectura de la mezquita se caracteriza por su simplicidad, hecha de paredes blancas animadas únicamente por los marcos de las puertas y ventanas, pero es el minarete el elemento más notable del edificio: es una torre cuadrada de ladrillos y mortero, en cuyo interior hay un pilar central rodeado de una escalera que sube hasta el tejado.

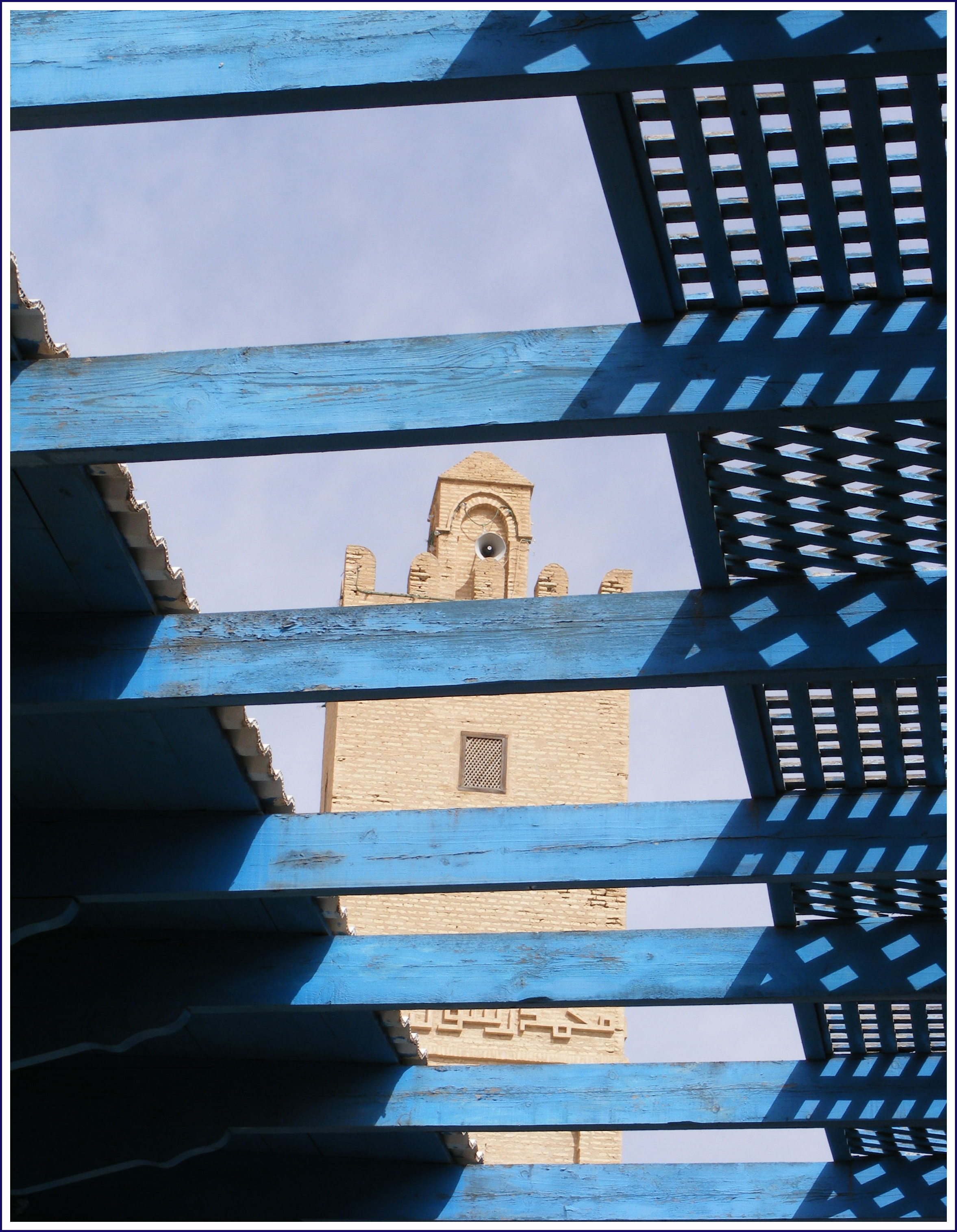
Vista de la parte superior del minarete, desde uno de los zocos de la medina.
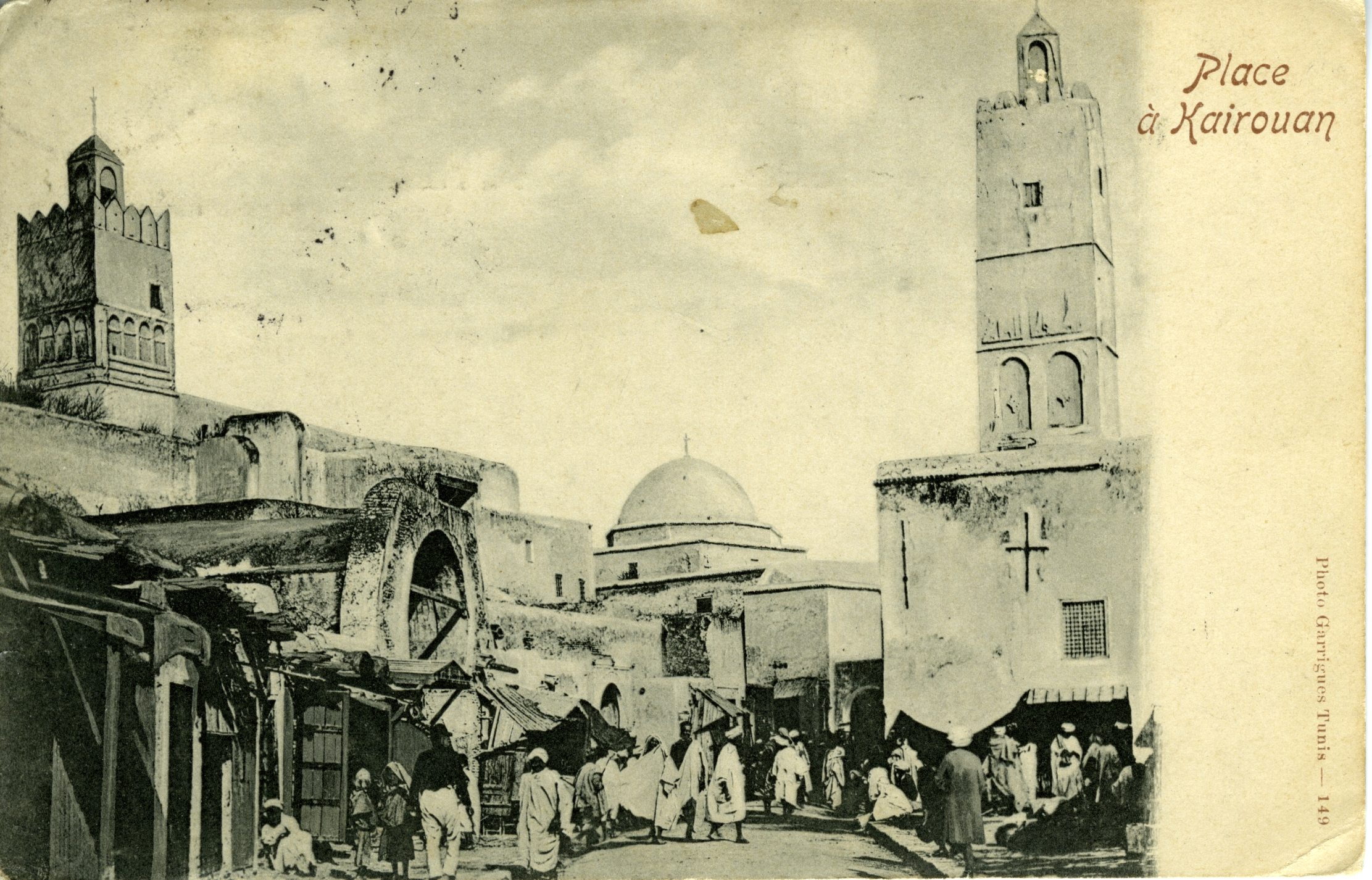
Antigua postal mostrando el minarete hacia el año 1900.